# Dès que le printemps revient

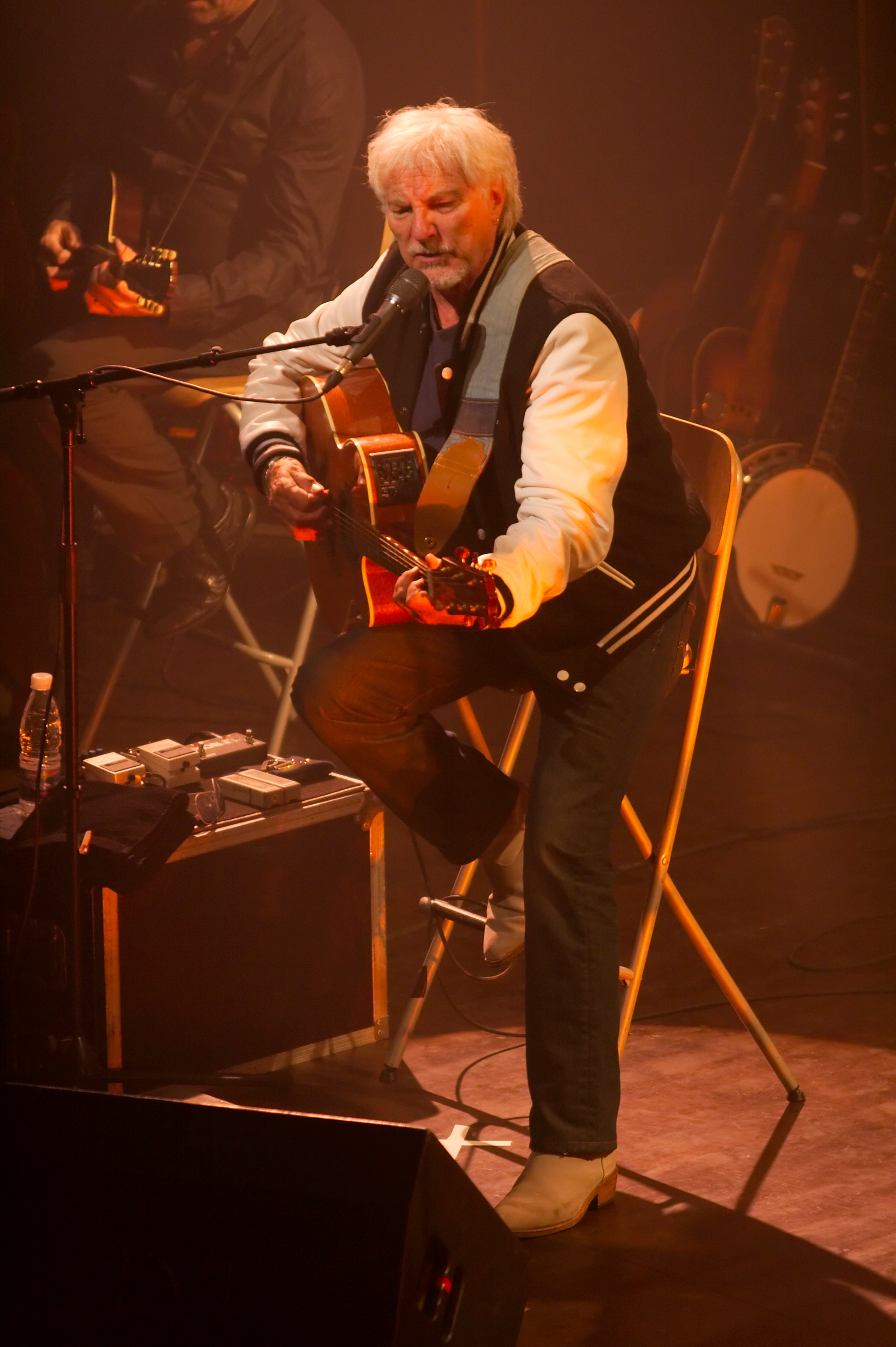
Hugues Aufray, intérprete de la canción, en 2009.

«Dès que le printemps revient» —[dɛ kə lə pʁɛ̃.tɑ̃ ʁə.vjɛ̃]; en español: «Cuando la primavera llega»— es una canción compuesta e interpretada en francés por Hugues Aufray. Se lanzó como sencillo en 1964 mediante Barclay. Fue elegida para representar a Luxemburgo en el Festival de la Canción de Eurovisión de 1964 mediante la elección interna de la emisora luxemburguesa Télé-Luxembourg.
La canción también fue grabada en alemán («Das alles geht vorbei») y español («La primavera llegó») por Hugues Aufray.

## Festival de la Canción de Eurovisión 1964
Esta canción fue la representación luxemburguesa en el Festival de Eurovisión 1964. La orquesta fue dirigida por Jacques Denjean.
La canción fue interpretada 1ª en la noche del 21 de marzo de 1964 por Hugues Aufray, seguida por Países Bajos con Anneke Grönloh interpretando «Jij bent mijn leven». Al final de las votaciones, la canción había recibido 14 puntos, y quedó en cuarto puesto de un total de 16 empatando con Francia.
Luxemburgo había sido el último en actuar en la edición anterior, por lo que el país se «sucedió a sí mismo» en el escenario.
Fue sucedida como representación luxemburguesa en el Festival de 1965 por France Gall con «Poupée de cire, poupée de son», que se declaró ganadora de esa edición.

## Letra
La canción es una balada, en la que el intérprete habla sobre cómo se siente «cuando la primavera llega». Canta que todo el mundo encuentra amor durante esa estación, pero que la mayoría lo olvida más tarde. En su situación, espera encontrar el amor, pero también canta que «a veces quiero morir cuando la primavera llega» porque no logra encontrarlo.

## Formatos
| Francia, Dinamarca y Países Bajos - Disco de vinilo 7" |                                                    |          |  |
| N.º                                                    | Título                                             | Duración |  |
| 1.                                                     | «Dès que le printemps revient»                     | 3:06     |  |
| 2.                                                     | «Allez, allez mon troupeau (Ally, Ally Oxen Free)» | 2:17     |  |

| Francia - Disco de vinilo 7" promo |                                                    |          |  |
| N.º                                | Título                                             | Duración |  |
| 1.                                 | «Dès que le printemps revient»                     | 3:06     |  |
| 2.                                 | «Allez, allez mon troupeau (Ally, Ally Oxen Free)» | 2:17     |  |

| Alemania - Disco de vinilo 7" |                                                       |          |  |
| N.º                           | Título                                                | Duración |  |
| 1.                            | «Das alles geht vorbei (Dèsque le printemps revient)» | 3:06     |  |
| 2.                            | «Du darfst nicht weit von deiner Liebe wohnen»        |          |  |

| España - EP |                                |          |  |
| N.º         | Título                         | Duración |  |
| 1.          | «Dès que le printemps revient» | 3:06     |  |
| 2.          | «Allez, allez mon troupeau»    | 2:17     |  |
| 3.          | «Tout le long du chemin»       |          |  |
| 4.          | «N'y pense plus tout est bien» |          |  |

## Créditos
- Hugues Aufray: voz, composición
- Jacques Plante: letra
- Hugues Aufray et son Skiffle group: instrumentación, orquesta
- Barclay: compañía discográfica

Fuente:

## Posicionamiento en listas
| País    | Lista                                | Mejor posición |      |
| 1964    | 1964                                 | 1964           | 1964 |
| ------- | ------------------------------------ | -------------- | ---- |
| Francia | Institut français d'opinion publique | 13             |      |

## Historial de lanzamiento
| Región       | Fecha         | Formato                    | Discográfica    | Ref.   |
| ------------ | ------------- | -------------------------- | --------------- | ------ |
| Francia      | Abril de 1964 | Disco de vinilo 7"         | Barclay Records | [ 1 ]  |
| Francia      | Abril de 1964 | Disco de vinilo 7", promo  | Barclay Records | [ 15 ] |
| Dinamarca    | 1964          | Disco de vinilo 7"         | Barclay Records | [ 13 ] |
| España       | 1964          | EP                         | Barclay Records | [ 16 ] |
| Países Bajos | 1964          | Disco de vinilo 7", 45 RPM | Barclay Records | [ 14 ] |
| Alemania     | Junio de 1966 | Disco de vinilo 7"         | Ariola Records  | [ 4 ]  |